# Habrotrocha puella
Habrotrocha puella är en hjuldjursart som beskrevs av Donner 1950. Habrotrocha puella ingår i släktet Habrotrocha och familjen Habrotrochidae.

## Underarter
Arten delas in i följande underarter:
- H. p. excedens
- H. p. puella